# محمد خاوندي
محمد خاوندي (10 أبريل 1960 -)، ممثل سوري. ولد في بيت سحم في وهو متزوج وانضم إلى نقابة الفنانين عام 1984 اشتهر بدبلجته لدور النمر المقنع في مسلسل النمر المقنع لمركز الزهرة بدمشق.

## أعماله

### في التلفزيون
- حوازيق 2022
- كسر عضم 2022
- تعليم
- هجرة القلوب إلى القلوب
- الأخطبوط
- الأخوة ج /1-2/
- يوميات مدير عام
- يوميات جميل وهناء
- الجوارح
- حمام القيشاني
- المجهول
- تل الرماد
- الطويبي
- جواد الليل
- شام شريف
- آخر أيام التوت
- ياسين تورز
- تاج من شوك
- عودة غوار
- مسلسل ومضات من تاريخنا
- بطل من هذا الزمان
- أنت عمي
- إخوة التراب ج 1-2
- الدوغري
- أيام الغضب
- حي المزار
- عائلة فهمان
- القبضاي بهلول
- الحنطة وبس
- ليل المسافرين
- بقايا الصور
- جوز الست
- بقعة ضوء جميع الأجزاء
- مشاريع صغيرة
- باب الحارة ج5
- ضيعة ضايعة الجزء الأول
- مرايا عدة اجزاء

- زمن البرغوت الجزء 1
- زمن البرغوت الجزء 2

- باب الحارة ج10
- عطر الشام

### في المسـرح
- مغامرة رأس المملوك جابر
- غوما
- قصة موت معلن
- رحلة حنظلة
- سوبر ماركت
- جوارب النجاة
- فضيحة في الميناء
- علي بابا
- خطيبة الأمير

### في الإذاعة
- حكم العدالة
- ابن زيدون
- ظواهر مدهشة
- وأعمال تاريخية إسلامية وأعمال وطنية

### في الدوبلاج
- النمر المقنع بدور الصحفي تامر.
- مغامرات سوسان.
- أبناء الوطن.
- في جعبتي حكاية.
- كريستوف كولومبوس.
- أمل البطل.
- زعبوب وزعبوبة.
- دولفي - الجزء الرابع.
- والد شاغي - سكوبي دو
- ابنة البحر.
- يولاندا.
- مغامرات الفيل بيني.
- فليبر ولوباكا.
- الفرقة الجوية.
- الجزيرة الاولمبية
- لوز وسكر.
- رحلة ألف سؤال
- رحلة في جزيرة مهجورة.
- شوسكي.
- الأليين.
- الغوريلا المضحكة.
- الولد الصالح.
- البطل التائب.
- الصديق الوفي.
- دراغون بول سوبر - بيروس

## روابط خارجية
- محمد خاوندي على موقع قاعدة بيانات الأفلام العربية